# Трутнєв Іван Олександрович
Іван Олександрович Трутнєв (1878, місто Красноярськ, тепер Російська Федерація — 27 липня 1943, місто Армавір Краснодарського краю, тепер Російська Федерація) — радянський та військовий діяч. Член Центральної контрольної комісії ВКП(б) у 1925—1927 роках. 

## Життєпис
Народився в родині робітника. Працював робітником-слюсарем. Учасник російсько-японської війни 1904—1905 років.
Брав участь у першій російській революції 1905—1907 років. За революційну діяльність був декілька разів заарештований, відбував заслання та каторгу. У 1913 році засуджений до восьмирічного заслання до Іркутської губернії та Архангельська, звідки втік. Вів підпільну роботу в Красноярську, Сормові, Самарі.
Член РСДРП(б) з 1917 року.
Восени 1917 року очолив загін Червоної гвардії (червоних партизан). У 1918—1923 роки — в Червоній армії, учасник громадянської війни в Росії. Служив командиром та військовим комісаром різних кавалерійських полків 1-го кінного корпусу, зокрема полку 51-ї кавалерійської дивізії. Був 15 разів поранений та контужений. Воював проти військ барона Врангеля, військ Директорії УНР та загонів Тютюнника.
У 1923—1924 роках — слухач Вищих курсів старшого командного складу РСЧА в Харкові.
У 1924 році — начальник політичного відділу дивізії. Звільнився з посади через хворобу.
Потім працював на радянській та господарській роботі в Українській СРР та Саратові.
З 1935 року — на пенсії.
З липня 1941 року — на політичній роботі в Червоній армії, учасник німецько-радянської війни. Служив комісаром полку 58-ї кавалерійської дивізії, комісаром 43-ї кавалерійської дивізії. Був двічі поранений, лікувався в армійському польовому евакуаційному госпіталі № 1854. 27 липня 1943 року помер у санітарному поїзді по дорозі на Москву. Похований в місті Армавірі Краснодарського краю.

## Звання
- полковник

## Нагороди
- два ордени Червоного Прапора (1922, 1922)